# Croton holodiscus
Espèce
Croton holodiscus est une espèce de plantes à fleurs du genre Croton et de la famille des Euphorbiaceae présente au Paraguay.
Il a pour synonyme :
- Julocroton holodiscus Croizat